# Nonsan
Nonsan (en hangul: 논산) est une ville située au centre de la Corée du Sud, légèrement à l'ouest, dans la province du Chungcheong du Sud.

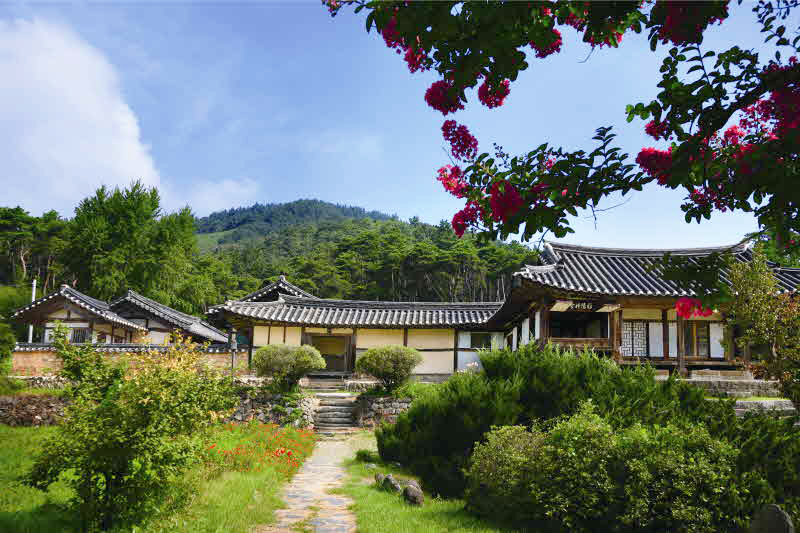
Cette maison aurait été construite par Yun Jeung (1629-1714), un érudit sous le règne du roi Sukjong de la dynastie Joseon

## Histoire
Pendant la période des Samhan, Nonsan aurait fait partie du territoire de Mahan.
Durant la période de Baekje, la ville était connue sous les noms de ? (hanja: 於利城) et de ? (hanja: 連山). Elle appartenait au duché de Hwangdeungyasan(hangul: 황등야산군;hanja: 黃等也山郡). La ville et ses environs furent ravagées par la 3e armée de Gwanggaeto en l'an 396. La bataille cruciale durant laquelle Silla défit Baekje est supposée avoir eu lieu dans les environs de Nonsan. Plus tard, durant la période de Silla, Nonsan fut divisée en deux villes distinctes: Deogeun et Hwangsan.
La ville actuelle de Nonsan est issue de la fusion des quatre arrondissements de Yeonsan-gun, Eunjin-gun, Noseong-gun et Seoksung-gun, en 1914.

## Personnalités
Kim Young-ho (1971-), fleurettiste, champion olympique en 2000.